# Mala Nedelja
Mala Nedelja [mála nédelja] (prleško Mala Nedla, nemško Klein Sonntag) je naselje v Občini Ljutomer. Ustanovljeno je bilo leta 1991 iz dela ozemlja naselja Bučkovci. Leta 2015 je imelo 99 prebivalcev.